# 松本村 (長野県)
松本村（まつもとむら）は、明治時代と大正時代に長野県に存在した村。1925年2月1日に松本市に編入された。松本市および東筑摩郡松本町の前身ではなく松本市街に南接する別の自治体であった。

## 歴史
- 1874年（明治7年）10月23日 - 筑摩県筑摩郡両島村・出川町村・並柳村・平田村・野溝村・笹部村・高宮新田村が合併して信楽村となる。
- 1876年（明治9年）8月21日 - 信楽村が長野県の所属となる。
- 1879年（明治12年）1月4日 - 郡区町村編制法の施行により、信楽村が東筑摩郡の所属となる。
- 1880年（明治13年）8月25日 - 信楽村が分割して両島村・出川町村・並柳村・平田村・野溝村・笹部村・高宮村となる（平田村・野溝村は後に芳川村の一部となる）。
- 1889年（明治22年）4月1日 - 町村制の施行により、出川町村・笹部村・両島村・高宮村・並柳村および筑摩村の一部（征矢野・鎌田および小島のうち田川西）の区域をもって松本村が発足。
- 1925年（大正14年）2月1日 - 松本市に編入。同日松本村廃止。

## 行政
廃止時の村長：笹部芳雄